# Kearney
Kearney er en fiktiv figur fra tv-serien The Simpsons. Han er en af Springfields bøller. Han er 22 år gammel og skaldet. Han går for det meste sammen med de tre andre bøller: Nelson Muntz, Jimbo Jones og Dolph.
Han er far til en dreng som bliver kaldt Little Kearney.